# Els Pedrets
Els Pedrets és una serra situada al municipi de les Borges del Camp a la comarca del Baix Camp, amb una elevació màxima de 485 metres.
Es troba a la part nord del terme, entre els Codolars i les Valls, i fa partió amb el terme d'Alforja. A la serra hi havien hagut pedreres de granit, i s´hi pujava pel camí dels Pedrets, per on hi passaven carros i camions.